# Aronia melanocarpa

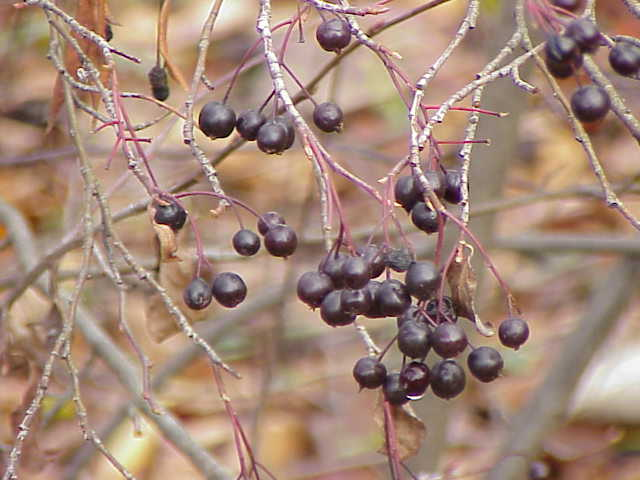
Aronia melanocarpa

Scoruș negru (Aronia melanocarpa <Michx.> Elliott) este o plantă din familia Rosaceae, genul Aronia.

## Descriere
Arbust multianual cu numeroase ramuri, de la 10-15 până la 50-60 la cei vârstnici. Frunzele sunt simple, de formă eliptică sau invers-ovalate, pețiolate cu marginea dințată. 
Arbuștii sunt rezistenți la diverși factori (soluri nisipoase uscate, zone secetoase, poluanți din sol și atmosferă, toleranță la boli și dăunători).
Sunt două tipuri de Aronia melanocarpa: unul cu fructe negre (denumit popular și Scoruș negru) și altul cu fructe roșu-închis spre maro. 
Pentru producția de fructe, tipul cel mai productiv este Aronia Nero. Arbustul are înălțime între 1,5-3 m, iar fructele au diametrul de 10-12 mm. 
Durata utilă de viață a acestor arbuști este estimată la 20 de ani. 

## Răspândire
Arbustul este nativ din estul Americii de Nord. 
În Europa planta a fost adusă la sfârșitul secolului XIX de către ruși. În 1948 în URSS a fost înființată în zona Sankt Petersburg (Leningrad) o cultură de 20.000 de arbuști. În anul 1974, suprafața cultivată cu aronia în U.R.S.S. era de 5400 ha. 

## Recoltare
Se folosesc fructele proaspete, recoltate la maturitate. Ele se păstrează în loc rece (nu mai mult de 5 grade Celsius) și ferit de razele directe ale luminii. Termenul de păstrare este de până la 2 luni. Se pot usca. 
La o temperatură de 15-20 grade Celsius și umiditate 80%, fructele se pot păstra timp de două săptamâni. 

## Compoziție chimică, proprietăți antioxidante
În fructele proaspete se găsesc antociani, substanțe tanante, vitaminele C, E, acizi organici, microelemente, carotenoide, zaharuri etc. Fructele de aronia conțin de 15 ori mai mulți antioxidanți decât afinele. 
La testul ORAC (Oxygen Radical Absorbance Capacity) nivelul de antioxidanți ai fructelor de aronia este de 16062 pentru 100 g, una dintre cele mai mari valori dintre 277 de alimente.
Consumând 100 g din aceste fructe vom acoperi necesarul de acid folic. De aceea sunt indicate pentru femeile însărcinate. Fructele proaspete sunt de asemenea hipotensive și datorită conținutului de inulină sunt indicate pentru diabetici. Cercetările realizate au arătat efectul hipoglicemiant al acestor fructe la pacienții cu diabet de tip 2.
Din fructe se obține suc, prin metoda presării, care din punct de vedere al structurii chimice și întrebuințării este identic fructelor proaspete. 